# Nesticus lindbergi
Nesticus lindbergi là một loài nhện trong họ Nesticidae.
Loài này thuộc chi Nesticus. Nesticus lindbergi được Carl Friedrich Roewer miêu tả năm 1962.